# نسبة الوقود إلى الهواء

نضريه نسبة الوقود الى الهواء

نسبة الوقود إلي الهواء ويرمز لها (F/A) و هي النسبة بين كتلة الوقود إلي كتلة الهواء في خليط الوقود و الهواء في محركات الاحتراق. وهي معكوس نسبة الهواء إلي الوقود (A/F)

## التأثير علي عملية الاحتراق
تؤثر نسبة الوقود إلي الهواء علي عملية الإحتراق في المحرك حيث أنها تحدد سرعة تقدم اللهب و كمية الحرارة المنتجة في غرفة الإحتراق و أقصي درجة حرارة يمكن الوصول إليها كما أن درجة اكتمال عملية الاحتراق تتعلق بها.

## نسبة الوقود إلي الهواء النسبية
هي النسبة بين نسبة الوقود إلي الهواء الفعلية إلي نسبة الوقود إلي الهواء النظرية اللازمة لحرق الوقود.

## نسبة الوقود إلي الهواء النظرية
هي نسبة الوقود إلى الهواء التي عندها يُحرق الوقود احتراقا كاملا بأقل كمية هواء.